# Гладких, Борис Михайлович
Борис Михайлович Гладки́х (род. 16 февраля 1983, Оловянная, Читинская область, РСФСР, СССР) — российский общественный и политический деятель, депутат Государственной Думы VII и VIII созывов, член фракции «Единая Россия», член комитета по энергетике.
Из-за поддержки российской агрессии во время российско-украинской войны находится под персональными международными санкциями.

## Биография
В 2000 году окончил МБОУ СОШ с. Ильинка с серебряной медалью.
В 2005 году окончил Институт управления, автоматизации и телекоммуникаций Государственного образовательного учреждения высшего профессионального образования «Дальневосточный государственный университет путей сообщения» по специальности: автоматика, телемеханика и связь на железнодорожном транспорте; инженер путей сообщения.
Во время учёбы в институте совмещал обучение с работой на строительных площадках города Хабаровска на рабочих специальностях от плотника-бетонщика до монтажника.
2005—2008 — работа в коммерческих организациях на различных должностях.
2008 −2014 — генеральный директор саморегулируемой организацией управляющих организаций.
2012—2014 — генеральный директор некоммерческого партнёрства «Национальное объединение управляющих недвижимостью».
14 сентября 2014 года избран депутатом Законодательной думы Хабаровская края 6 созыва. Занимал должность председателя комитета по вопросам строительства, ЖКХ и ТЭК.
В 2016-м году досрочно сложил полномочия депутата Законодательной думы Хабаровская в связи с избранием 18 сентября 2016 года депутатом Государственной Думы Федерального Собрания Российской Федерации VII созыва по Хабаровскому одномандатному избирательному округу № 69.
19 сентября 2021 года избран депутатом Государственной Думы Федерального Собрания Российской Федерации VIII по Хабаровскому одномандатному избирательному округу № 69.
В 2022 году с отличием окончил программу магистратуры по направлению подготовки «Государственное и муниципальное управление» Федерального государственного бюджетного образовательного учреждения высшего образования «Российская академия народного хозяйства и государственной службы при Президенте Российской Федерации»; магистр.
В разные годы входил в составы групп и советов: рабочей группы Экспертного совета при Правительстве Российской Федерации по развитию жилищно-коммунального хозяйства; общественный совет Федеральной службы по тарифам России; научно-экспертный совет при Комитете Совета Федерации Федерального Собрания Российской Федерации по федеративному устройству, региональной политике, местному самоуправлению и делам Севера.

## Законотворческая деятельность
Последовательно проводит линию на совершенствование правовой базы по направлениям: жилищно-коммунальное хозяйство; энергетика; строительство; деятельность бюджетных организаций; налогообложение; деятельность органов местного самоуправления; коренные малочисленные народы Севера, Сибири и Дальнего Востока РФ; избирательные права граждан; ведение промышленно-производственной деятельности, способствующей привлечению новых резидентов и развитию действующих в особых экономических зонах производств; социальные гарантий пенсионеров, проживающих в районах Крайнего Севера и приравненных к ним местностям; защита прав участников долевого строительства многоквартирных домов.

## Международные санкции
Из-за поддержки российской агрессии и нарушения территориальной целостности Украины во время российско-украинской войны находится под персональными международными санкциями разных стран.
23 февраля 2022 года внесён в санкционные списки стран Евросоюза за действия и политику, которые подрывают территориальную целостность, суверенитет и независимость Украины и ещё больше дестабилизируют Украину.
24 февраля 2022 года включён в санкционный список Канады «близких соратников режима» за голосование о признании независимости «так называемых республик в Донецке и Луганске».
24 марта 2022 года, на фоне вторжения России на Украину, включён в санкционный список США за «соучастие в войне Путина» и «поддержку усилий Кремля по вторжению в Украину», Госдеп США заявил что депутаты Госдумы используют свои полномочия для преследования инакомыслящих и политических оппонентов, нарушают свободу информации, ограничивают права человека и основные свободы граждан России.
По аналогичным основаниям, с 11 марта 2022 года находится под санкциями Великобритании. С 25 февраля 2022 года находится под санкциями Швейцарии. С 26 февраля 2022 года находится под санкциями Австралии. С 12 апреля 2022 года находится под санкциями Японии. Указом президента Украины Владимира Зеленского от 7 сентября 2022 находится под санкциями Украины. С 3 мая 2022 года находится под санкциями Новой Зеландии.

## Семья
Женат, есть сын. Недавно[когда?] родился второй ребёнок.

## Награды
Указом Президента Российской Федерации от 21 сентября 2021 года № 540, за вклад в развитие парламентаризма и активную законотворческую деятельность награждён медалью ордена «За заслуги перед Отчеством» II степени.